# Serrivomer samoensis
Serrivomer samoensis is een straalvinnige vissensoort uit de familie van zaagtandalen (Serrivomeridae). De wetenschappelijke naam van de soort is voor het eerst geldig gepubliceerd in 1959 door Bauchot.